# Тун Мали
Тун Мали је мало ненасељено острво у хрватском делу Јадранског мора, у акваторији општине Салија у групи од 15 острва и острвца око северозападне стране Дугог Отока.
Мали Тун, је у тој групи острва четврто острво по величини а налази се између острва Туна Велог и Молата, од којег је удаљен неколико десетина метара. Површина острвца износи 0,123 км². Дужина обалске линије је 1,61 км.. Највиши врх на острву је висок 46 метара.
Из поморске карте се види, да постоји светионик на јужној страни острва светионик, који шаље светлосни сигнал: R Bl 3s•. 
- (R-црвено светло, Bl-светлосни блесак (где је интервал светла краћи него интервал таме), 3s—циклус се понавља после 3 секунде паузе.